# 阿马斯·泰帕莱
阿马斯·泰帕莱（芬蘭語：Armas Taipale，1890年7月27日—1976年11月9日），芬兰男子田径运动员。他曾代表芬兰参加1912年、1920年和1924年夏季奥林匹克运动会田径比赛，共收获两枚金牌和一枚银牌。